# Кіровоградська операція
Кіровогра́дська наступа́льна опера́ція (5 — 16 січня 1944 року) — військова операція, яка була складовою частиною стратегічної наступальної операції Ставки ВГК із оволодіння в роки Другої світової війни Правобережною Україною від німецьких завойовників. Була проведена військами 2-го Українського фронту під командуванням генерала І.Конєва. Операція здійснювалась в комплексі з наступом 1-го Українського фронту на Житомирсько-Бердичівському напрямку 24 грудня 1943 — 14 січня 1944 року. До цієї роботи були залучені різні військові підрозділи, частини. Вони повинні були здійснити важливий наступ, який змінив би хід війни.  Штучно виділена істориками в окрему військову операцію.

## Підготовка
Планування й підготовка наступальної операції розпочались у Ставці ВГК ще в листопаді 1943 року. На першому етапі радянські війська мали розгромити основні сили 8-ї польової армії групи армій «Південь» та вийти на рубіж річки Південного Бугу. 2-й Український фронт повинен був завдати головний удар по ворожих військах у районі Кіровограду, а допоміжні частини — по Христинівці, назустріч військам 1-го Українського фронту. В планах було оточити та знищити великі ворожі угрупування в районі Канева, Умані та Сміли. Задум полягав у тому, щоб силами 53-ї армії (командувач — генерал-лейтенант І. Галанін), 5-ї гвардійської армії (командувач — генерал-лейтенант О. Жадов), 5-го гвардійського корпусу (командувач — генерал-майор Б. М. Скворцов) та 7-го механізованого корпусу (командувач — генерал-майор Ф. Катков) обійти Кіровоград з півночі, а силами 5-ї гвардійської танкової армії (командувач — генерал-полковник П. Ротмістров) та 7-ї гвардійської армії (командувач — генерал-полковник М. Шумілов) обійти місто з південного заходу й знищити кіровоградське угруповання противника, потім наступити на Первомайськ та вийти на рубіж річки Південний Буг. Удар по ворогові назустріч військам 1-го Українського фронту на правому крилі мали завдати 52-га армія (командувач — генерал-лейтенант К. Коротеєв) та 4-та гвардійська армія (командувач — генерал-майор О. Рижов). Регулярним військам мали сприяти 2 з'єднання, 36 партизанських загонів та 41 підпільно-диверсійна група, які діяли у ворожому тилу.

## Хід операції
5 січня 1944 року війська 2-го Українського фронту за авіаційної підтримки 5-ї повітряної армії (командувач — генерал-лейтенант С. Горюнов) перейшли у наступ. Найбільшого успіху першого дня вони досягли півночі Кіровограда. Для розвитку сюди був перегрупований 8-й механізований корпус 5-ї гвардійської танкової армії. З метою завершення прориву оборони противника на півдні Кіровограда у смузі 7-ї гвардійської армії були введені в дію 18-й та 29-й танкові корпуси 5-ї гвардійської танкової армії.
На ранок 7 січня передові з'єднання фронту обійшли Кіровоград з півночі та півдня, перерізали основні шляхи відходу противника. 5 німецьких дивізій опинились в оточенні, проте їм вдалось організувати відхід. 8 січня радянські війська увійшли до Кіровограда, пізніше просунулись ще на 15-20 км. На уманському напрямку війська 52-ї армії та 4-ї гвардійської армії до 10 січня просунулись на 40 км, але були зупинені сильними контратаками противника, що перекинув сюди 3 танкові дивізії. 16 січня наступ радянських військ був зупинений на рубежі Сміла — Грузьке — Новгородка.
У ході операції були вигнані нацистські окупанти з Кіровограда та війська РСЧА просунулись на 40-50 км на захід. Сама операція пройшла невдало, поставлені завдання виконати не вдалось. Затримавшись у боях за Кіровоград, радянські війська 14 січня 1944 року перебували за 120 км від Умані та Христинівки, де їх вже чекали війська 1-го Українського фронту. У директиві Ставки від 16 січня 1944 року персональна відповідальність за невиконання завдань фронту покладалась на І.Конєва. За цих умов Ставка ВГК уточнила завдання 1-го та 2-го Українських фронтів щодо знищення звенигородсько-миронівського угруповання противника зустрічними ударами на Шполу, що стало початком підготовки до проведення Корсунь-Шевченківської операції.

## Пам'ять
З 1950 року всередині Фортеці Святої Єлисавети є великий меморіальний комплекс "Пантеон Вічної Слави" на якому поховано близько 50 тисяч жертв окупації та воїнів загиблих за звільнення міста. З них 30 удостоєні звання Героя Радянського Союзу, і лише один з них, Григорій Куроп'ятников, був уродженцем міста .

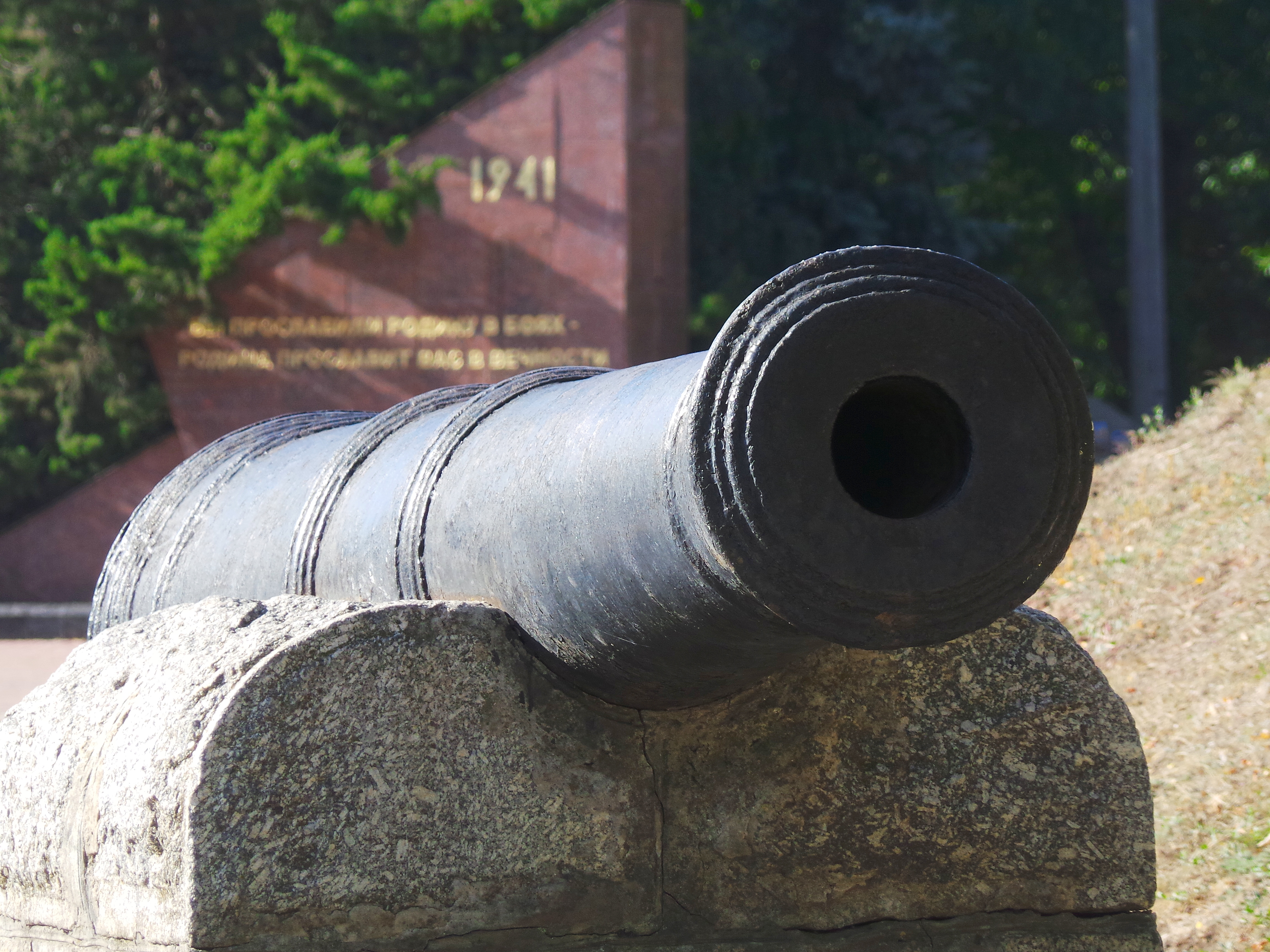
Одна з гармат на вході до фортеці
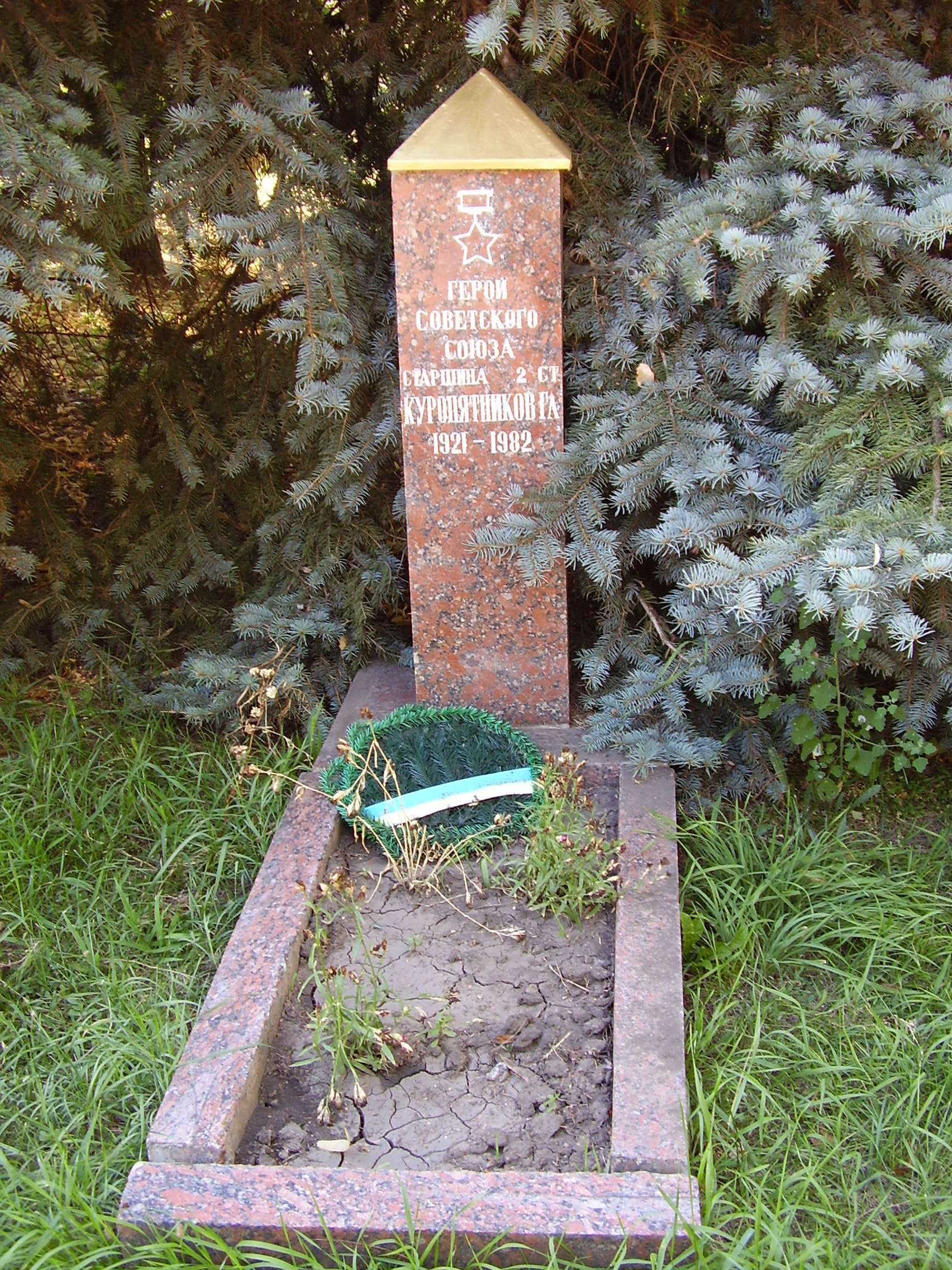
Могила Куроп'ятникова
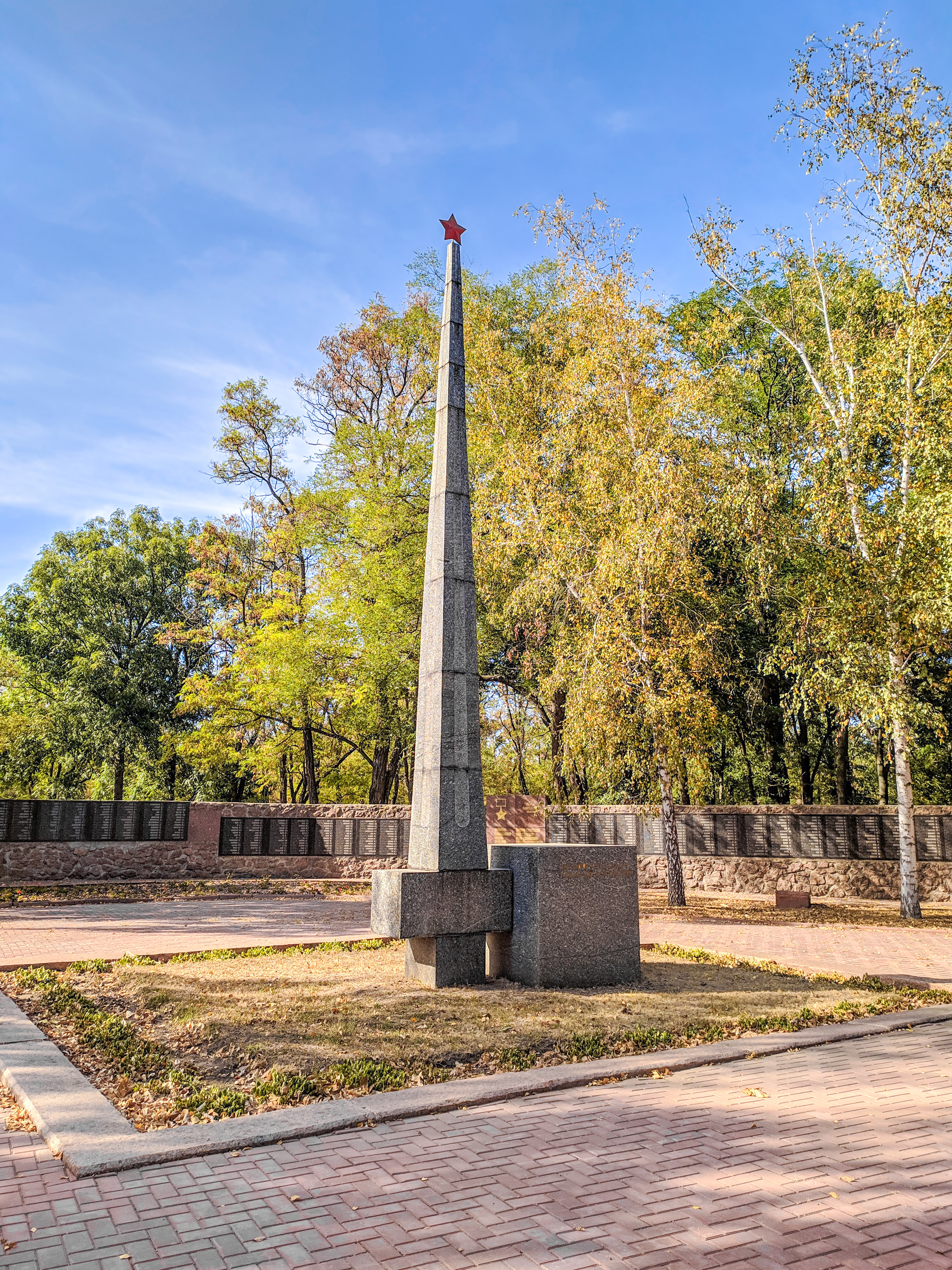
Стіна пам'яті